# Cuca Roseta
Cuca Roseta, nome artístico de Maria Isabel Rebelo Couto Cruz Roseta (Lisboa, São Jorge de Arroios, 2 de dezembro de 1981) é uma fadista portuguesa.
Entre os seus trabalhos destaca-se o platinado álbum Riû, de 2015.

## Biografia
Maria Isabel Rebelo Couto Cruz Roseta nasceu em 2 de Dezembro de 1981, na freguesia de São Jorge de Arroios, em Lisboa. É sobrinha paterna do antigo ministro da Cultura Pedro Roseta.
Começou a cantar em São João do Estoril, no coro da igreja dos Salesianos, entre 1990 e 2000, onde teve por colega Tiago Bettencourt com quem fundaria, em 2001, os Toranja, tendo feito as segundas vozes do álbum Esquissos (2003), o primeiro disco da banda. neste álbum encontra-se o tema "Carta" que recebeu o Globo de Ouro para "Melhor Canção" em 2004.
Após participar com sucesso num concurso de fadistas, deixa os Toranja, em 2005, para se dedicar ao fado. Passa a integrar o elenco do "Clube de Fado", de Mário Pacheco, em Alfama.
Usando apenas o nome "Cuca" participa no Festival RTP da Canção 2006 com o tema "As Minhas Guitarras", com letra de Paulo Abel Lima e música de Ramón Galarza.
É uma das vozes incluídas no documentário Fados (2007), do realizador espanhol Carlos Saura, onde canta o conhecido fado "Rua do Capelão". O tema viria a ser incluído na banda sonora do filme e na compilação Fado : Sempre! Ontem, Hoje e Amanhã (2008). Torna-se mãe pela primeira vez com o nascimento do seu filho Lopo.
Para editar o seu álbum de estreia no fado, Cuca Roseta recusou vários convites e esperou quase quatro anos pela oportunidade de gravar com o galardoado músico, compositor e produtor argentino Gustavo Santaolalla. O convite dele para produzir o trabalho surgiu após um encontro fortuito, na casa de fados onde ela cantava. O álbum Cuca Roseta foi lançado em 21 de Março de 2011 em 120 países. A projecção mediática incluiu, por exemplo, a capa do suplemento Atual, do semanário Expresso ou ter sido "Disco Antena 1", da emissora pública portuguesa.
Gravado em Portugal com Mário Pacheco, na guitarra portuguesa, Pedro Pinhal, na viola de fado, e Rodrigo Serrão, no contrabaixo, o álbum é composto por cinco fados tradicionais e outros tantos originais, incluindo algumas letras de Cuca Roseta, numa produção que incluiu a participação de Aníbal Kerpel, para além de Santaolalla. Este trabalho, Cuca Roseta, viria a receber o Galardão de Ouro.
Participa no álbum Água Doce de Pierre Aderne (2011), com um dueto no tema "Fado dos Barcos". A música viria a integrar a Banda sonora da telenovela da TV Globo "Aquele Beijo" (2011).
Em 6 de Maio de 2013 é editado o álbum Raiz. O seu segundo disco entrou directamente para 7.º lugar da tabela de vendas nacional. Produzido por Mário Barreiros, em co-produção com a fadista, este trabalho contou com Pedro Pinhal na viola de fado, Rodrigo Serrão no contrabaixo, tendo a guitarra portuguesa sido dividida por Bernardo Couto, Luís Guerreiro, Eurico Machado, José Manuel Neto e Bruno Costa. Cuca escreveu a maioria das letras, sendo de se registar um tema assinado pelo chef José Avillez. O tema "Fado do Contra" foi o single de apresentação deste trabalho.
Em 2014 canta com David Bisbal no tema "Si Aún Te Quieres Quedar" num concerto deste no Palacio de Deportes, em Madrid.
Em 20 de abril de 2015 foi lançado "Amor Ladrão", single de avanço  de Riû, o terceiro trabalho de originais de Cuca Roseta editado a 18 de maio. A produção deste disco recaiu sobre o brasileiro Nelson Motta, compositor, jornalista e produtor e mais uma vez a maioria das letras foram assinadas pela artista. A música é de nomes como Jorge Palma, Sara Tavares, Júlio Resende, Mário Pacheco, João Gil, o uruguaio Jorge Drexler ou o brasileiro Ivan Lins. O álbum conta com dois temas originais compostos especialmente para ela por Djavan e Bryan Adams, com o canadiano a assinar ainda a fotografia da capa.
Ainda em 2015, participa com Aldina Duarte, Rita Redshoes, Gisela João, Ana Bacalhau, Marta Hugon, Manuela Azevedo e Selma Uamusse na gravação do tema "Cansada", escrito pelo jornalista Rodrigo Guedes de Carvalho da SIC, para ser o hino da APAV, Associação Portuguesa de Apoio à Vítima.
Em 2016 "Riû" alcança o Disco de Platina e Cuca Roseta agenda para novembro, pela primeira vez e em nome próprio, concertos para o Coliseu de Lisboa para  o Coliseu do Porto.
O quarto álbum de estúdio, Luz, surgiu em 10 de Novembro de 2017. A produção foi de Diogo Clemente e o disco contém vários temas originais de Cuca Roseta e composições de artistas como Pedro da Silva Martins, Jorge Fernando, Carolina Deslandes, Hélder Moutinho ou Mário Pacheco. A edição do álbum foi antecedida, em meados de outubro, pelo lançamento do single "Balelas". neste álbum, a artista foi acompanhada por Ângelo Freire na guitarra portuguesa, Diogo Clemente na guitarra acústica, Ivo Costa, nas percussões, Marino de Freitas no baixo e Valter Rolo nos sintetizadores. Em julho de 2018, o tema "Não Demores" foi lançado como segundo single.

## Discografia

### Álbuns de estúdio
- Cuca Roseta (2011, CD, Universal Music Internacional + Surco)[17]
- Raiz (2013, CD, Universal)[18]
- Riû (2015, CD, Universal)[23]
- Luz (2017, CD, Sony Music)[27]

### Compilações
- Fado : Sempre! Ontem, Hoje e Amanhã (2008, CD, iplay) Tema: "Rua do Capelão"[12]

### Outros

#### Participações
- 2011 - Água Doce de Pierre Aderne Dueto em "Fado dos Barcos"[20][30]

## Vida pessoal
Após quatro anos de relação e de dois de casamento civil, Cuca Roseta casa-se pela igreja em 6 se junho de 2017 com o preparador físico João Lapa, quando a filha de ambos, Benedita, tinha 14 meses de idade. A relação que durou até 2024.